# Петролеум (округ, Монтана)
Шаблон:StateAbbr_ 47°07′ пн. ш. 108°16′ зх. д. / 47.11° пн. ш. 108.26° зх. д.
Округ  Петролеум (англ. Petroleum County) — округ (графство) у штаті  Монтана, США. Ідентифікатор округу 30069.

## Історія
Округ утворений 1926 року.

## Демографія
За даними перепису 
2000 року 
загальне населення округу становило 493 осіб, усе сільське.
Серед мешканців округу чоловіків було 259, а жінок — 234. В окрузі було 211 домогосподарств, 137 родин, які мешкали в 292 будинках.
Середній розмір родини становив 2,95.
Віковий розподіл населення поданий у таблиці:
| Стать    | До 15 років | 15-21 | 22-29 | 30-39 | 40-49 | 50-65 | 65-85 | Понад 85 |
| -------- | ----------- | ----- | ----- | ----- | ----- | ----- | ----- | -------- |
| Чоловіки | 53          | 24    | 13    | 37    | 35    | 52    | 45    |          |
| Жінки    | 51          | 21    | 14    | 28    | 36    | 45    | 37    | 2        |

## Суміжні округи
- Філліпс — північ
- Ґарфілд — схід
- Роузбад — південний схід
- Масселшелл — південь
- Ферґус — захід

## Виноски
1. ↑  US Decennial Census. United States Census Bureau. Процитовано 29 листопада 2014.
2. ↑  Historical Census Browser. University of Virginia Library. Архів оригіналу за 11 серпня 2012. Процитовано 29 листопада 2014.
3. ↑  Population of Counties by Decennial Census: 1900 to 1990. US Census Bureau. Процитовано 29 листопада 2014.
4. ↑  Census 2000 PHC-T-4. Ranking Tables for Counties: 1990 and 2000 (PDF). US Census Bureau. Процитовано 29 листопада 2014.
5. ↑  State & County QuickFacts. US Census Bureau. Архів оригіналу за 16 липня 2011. Процитовано 16 вересня 2013.(англ.) Наведено за англійською вікіпедією.
6. ↑  American FactFinder. Бюро перепису населення США. Архів оригіналу за 26 лютого 2012. Процитовано 31 січня 2008.

| США | Це незавершена стаття з географії США. Ви можете допомогти проєкту, виправивши або дописавши її. |